# トム・ノーブル
トム・ノーブル（Thom Noble）は、イギリスの編集技師である。
『刑事ジョン・ブック 目撃者』（1985年）でアカデミー編集賞とエディー賞を受賞した。

## 編集作品

### 映画
- 華氏451 Fahrenheit 451 （1966年）
- The Violent Enemy （1967年）
- The Man Outside （1967年）
- The Man Who Had Power Over Women （1970年）
- モンティ・パイソン・アンド・ナウ And Now for Something Completely Different （1971年）
- ロザリー・残酷な美少女 The Strange Vengeance of Rosalie （1972年）
- マーク・レスター/可愛い冒険者 Senza ragione （1973年）
- 荒野のガンマン無宿 Billy Two Hats （1974年）
- The Apprenticeship of Duddy Kravitz （1974年）
- It Shouldn't Happen to a Vet （1975年）
- ローズバッド Rosebud （1975年）
- 怪盗軍団 Inside Out （1975年）
- Black Joy （1977年）
- Joseph Andrews （1977年）
- 料理長殿、ご用心 Who Is Killing the Great Chefs of Europe? （1978年）
- Boardwalk （1979年）
- Improper Channels （1980年）
- Tattoo （1981年）
- 若き勇者たち Red Dawn （1984年）
- 刑事ジョン・ブック 目撃者 Witness （1985年）
- ポルターガイスト2 Poltergeist II: The Other Side （1986年）
- モスキート・コースト The Mosquito Coast （1986年）
- スイッチング・チャンネル Switching Channels （1988年）
- ウィンターピープル Winter People （1989年）
- 愛と野望のナイル Mountains of the Moon （1990年）
- テルマ&ルイーズ Thelma & Louise （1991年）
- 愛という名の疑惑 Final Analysis （1992年）
- BODY/ボディ Body of Evidence （1993年）
- 未来は今 The Hudsucker Proxy （1994年）
- スカーレット・レター The Scarlet Letter （1995年）
- マスク・オブ・ゾロ The Mask of Zorro （1998年）
- GO!GO!ガジェット Inspector Gadget （1999年）
- バーティカル・リミット Vertical Limit （2000年）
- サラマンダー Reign of Fire （2002年）
- フライトプラン Flightplan （2005年）
- ラストタイム 欲望が果てるとき The Last Time （2006年）
- パッセンジャーズ Passengers （2008年）
- きみがぼくを見つけた日 The Time Traveler's Wife （2009年）
- RED/レッド Red （2010年）
- バーニング・クロス Alex Cross （2012年）
- ファミリー・マン ある父の決断 A Family Man (2016年)

### テレビシリーズ
- ライ・トゥ・ミー 嘘は真実を語る シーズン1 第1話「偽りを見抜く男」 Lie to me  Pilot （2009年）

## 受賞・ノミネート
| 賞               | 年     | 部門           | 作品名                        | 結果       |
| ---------------- | ------ | -------------- | ----------------------------- | ---------- |
| アカデミー賞     | 1985年 | 編集賞         | 『刑事ジョン・ブック 目撃者』 | 受賞       |
| アカデミー賞     | 1991年 | 編集賞         | 『テルマ&ルイーズ』           | ノミネート |
| エディー賞       | 1985年 | 長編映画編集賞 | 『刑事ジョン・ブック 目撃者』 | 受賞       |
| 英国アカデミー賞 | 1985年 | 編集賞         | 『刑事ジョン・ブック 目撃者』 | ノミネート |
| 英国アカデミー賞 | 1991年 | 編集賞         | 『テルマ&ルイーズ』           | ノミネート |